# Der Zauberwettkampf

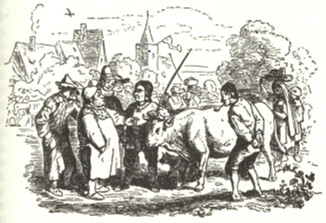
Holzschnitt von Ludwig Richter

Der Zauberwettkampf ist ein Märchen (AaTh 325). Es steht in Ludwig Bechsteins Deutsches Märchenbuch an Stelle 35 (1845 Nr. 43).

## Inhalt
Ein Buchbindergeselle muss täglich nur des Meisters Bücher säubern, ein Buch aber ist verboten. Nach zwei Jahren liest er es doch, da stehen Zaubersprüche. Er verwandelt sich in eine Schwalbe und fliegt zum Vater, lässt sich von ihm als Prachtochse auf dem Markt anbieten, dem Käufer bleibt nur etwas Stroh. Das nächste Mal ist er ein Rappe, aber sein Meister kauft ihn und verhindert, dass der Vater ihm den Strick vom Fuß löst, dass er sich verwandeln kann. Der Rappe bittet einen Jungen, ihn abzuschneiden, und fliegt als Schwalbe fort. Der Meister folgt ihm als Geier, die Schwalbe wird ein Ring und fällt einer Prinzessin in den Schoß. Der Meister bittet sie darum, der Ring fällt als Korn in eine Ritze, der Meister pickt als Hahn danach, es wird ein Fuchs, der ihm den Kopf abbeißt. Der Geselle verbrennt das Buch und heiratet die Prinzessin.

## Herkunft
Bechstein notiert nur „Mündlich“, der Schluss ähnele Der goldne Rehbock, laut Hans-Jörg Uther ist die Quelle nicht zu ermitteln. Der Erzähler scherzt, man hätte das Buch ja uns schenken können. Der Nachsatz „In Ochsen hätten wir zwei uns gewißlich nicht verwandelt“ wurde wohl zur letzten Auflage angefügt. Der erste Teil zeigt eine Reifung, der zweite zwei ungleiche Vaterbeziehungen des Helden. Dass Walter Scherf den schwachen Beitrag des Vaters darauf zurückführt, dass Ludwig Bechstein keinen Vater hatte, verkennt allerdings möglicherweise die Motivgeschichte: Das Herauskennen des Sohnes aus zwölf Gleichen durch den Vater ist gerade ein Novum von Grimms De Gaudeif un sien Meester. Albert Wesselski wies auf ein Zaumrecht der Roßmärkte hin mit dem Sprichwort „Der Zaum geht mit dem Pferde.“ In einer Beispielerzählung von Thomas von Cantimpré verkauft ein Zecher seine Seele, worauf der Käufer ihn packt und durch die Luft trägt, mit der Begründung: „Wenn einer ein Pferd kauft und das ist an die Halfter gebunden, ist da nicht auch die Halfter sein?“ Scherf vergleicht Ovids Metamorphosen, Vers 871–875, KHM 113 De beiden Künigeskinner, KHM 197 Die Kristallkugel, KHM 33a Der gestiefelte Kater, das „Brüdermärchen“, Die sieben Zaubermeister und die beiden Khanssöhne in Bernhard Jülgs Die Märchen des Siddhi-Kür, Meister Lattanzio, der Schneider in Straparolas Ergötzliche Nächte, Der Böse und sein Lehrling in Lauri Robert Simonsuuris und Pirkko-Liisa Rausmaas Finnische Volkserzählungen, KHM 68 De Gaudeif un sien Meester, Der Schwarzkünstler und der kluge Junge in Elisabeth Lemkes Volksthümliches in Ostpreußen (1887), Krabat, Der Teufelsmüller aus dem Bruch in August Löwis of Menars Russische Volksmärchen (1914), Nr. 6. Auch die Beziehung zur Frau bleibt blass – sie nimmt den Ring, was zur Grundform des Erzähltyps von Zauberer und Schüler AaTh/ATU 325 gehört. Ähnlichkeit haben auch Bechsteins Der alte Zauberer und seine Kinder, Die Geschichte des zweiten Bettelmönchs (Tausendundeine Nacht).

## Fernsehen
- SimsalaGrimm, deutsche Zeichentrickserie, Staffel 3, 2010, Folge 34: Der Zauberer-Wettkampf.